# Лама (упазіла)
Ла́ма (бенг. লামা, англ. Lama) — одна з 7 упазіл зіли Бандарбан регіону Читтагонг Бангладеш, розташована на заході зіли.
Населення — 78 708 осіб (2008; 64 717 в 1991).

## Адміністративний поділ
До складу упазіли входять 6 варди:
| Зіла             | Площа, км² | Населення, осіб (2008) |
| ---------------- | ---------- | ---------------------- |
| Азізнагар        | -          | 17467                  |
| Гаджалія         | -          | 8610                   |
| Лама             | -          | 18706                  |
| * Лама-Паурашава | -          | 1133                   |
| Рупшіпара        | -          | 8499                   |
| Сарай            | -          | 8537                   |
| Фасякхалі        | -          | 16889                  |